# ماریوس نیکولائه
ماریوس نیکولائه (Marius Niculae؛ زادهٔ ۱۶ مهٔ ۱۹۸۱) بازیکن فوتبال اهل رومانی بود.
از باشگاه‌هایی که در آن بازی کرده‌است می‌توان به باشگاه فوتبال کاوالا، باشگاه فوتبال ماینتس ۰۵، باشگاه فوتبال استاندارد لیژ، باشگاه فوتبال دینامو بخارست، باشگاه فوتبال اوورلا اوژهورود، باشگاه فوتبال اینورنس کالدنیون تیسل، باشگاه فوتبال اسپورتینگ، باشگاه فوتبال شانلی‌اورفه‌اسپور، و باشگاه فوتبال شاندونگ تایشان اشاره کرد.
وی همچنین در تیم‌های ملی فوتبال زیر ۲۱ سال رومانی و رومانی بازی کرده‌است.